# بیان السعادة فی مقامات العبادة
بیان‌السعاده فی مقامات العباده، مشهور به بیان‌السعاده، تألیف حاج سلطان‌محمد گنابادی ملقّب به سلطانعلیشاه (۱۲۵۱–۱۳۲۷ قمری)، کتابی در تفسیر عرفانی و شیعی قرآن به زبان عربی است.

## محتوا
این کتاب تألیف عارف قرن چهاردهم هجری حاج سلطان‌محمد گنابادی ملقّب به سلطانعلیشاه از اقطاب سلسله نعمت‌اللهی سلطان علیشاهی گنابادی است. این اثر دومین تألیف مؤلّف است و اساس آن مانند دیگر تفسیرهای شیعی بر مبنای استشهاد به اخبار امامان شیعه است. در عین حال اشارات عارفانه همراه با بحث‌های فلسفی نیز در آن آمده و از نکات کلامی و احکام فقهی نیز غفلت نشده‌است. از نظر فلسفی، مؤلّف غالباً از ملاصدرا و حاج ملاّهادی سبزواری پیروی کرده‌است.

## ویژگی
این تفسیر امتیازات خاصی دارد:
1. مؤلف بین آیات قرآنی که به ترتیب یکدیگر واقع شده، از حیث معنی نیز ارتباط قرار داده‌است.
2. همهٔ آیاتی که مربوط به اصول عقاید و کفر و ایمان است به مقام ولایت تفسیر شده و کفر به خدا را غالباً به کفر به مقام ولایت و همچنین ایمان را نسبت به ولایت تعبیر و تفسیر نموده‌است. برای کلمهٔ رب دو تعبیر قرار داده: رب مطلق که مقام الوهیت است و رب مضاف که مقام ولایت باشد.
3. موضوع‌های مشکل و مطالبی که از نظر کلامی و عرفانی مورد اشکال است، مانند معراج و معاد را با برخورد عرفانی و فلسفی شرح داده‌است.
4. سعی شده بین اخبار مختلف که در تفسیر یک آیه ذکر شده جمع و تطبیق شود؛ به عنوان مثال: مؤلف شجره منهیه که اخبار در آن باب مختلف است را تفسیر کرده که با همهٔ اقوال وفق می‌دهد.

این تفسیر با خطبه‌ای شروع می‌شود که مؤلف در آن عقاید دینی خود را ذکر نموده‌است. پس از خطبه یک مقدمه نوشته که مشتمل بر چهارده فصل (به عدد چهارده معصوم) است.
آنگاه تفسیر قرآن مجید را شروع کرده‌است.

## تدوین و نشر
تألیف این تفسیر در سال ۱۳۱۱ قمری به اتمام رسید و چاپ اول آن در سال ۱۳۱۴ قمری در دو جلد منتشر شد. این تفسیر در سال۱۳۴۴ ش مجدداً در چهار جلد توسط دانشگاه تهران به صورت منقحی به طبع رسید و به همین صورت در بیروت نیز چاپ شده‌است. در سال‌های بعد توضیحات جدیدی به صورت سه کتاب مجزا به نام‌های رهنمای سعادت، قرآن مجید و سه داستان اسرارآمیز عرفانی، و سه گوهر تابناک از دریای پرفیض کلام الهی به قلم آقای سلطانحسین تابنده رضاعلیشاه چاپ و منتشر شده‌است. همچنین «متن و ترجمه تفسیر شریف بیان‌السعاده فی مقامات العباده» توسّط آقایان محمّد آقارضاخانی و حشمت الله ریاضی در ۱۴ جلد بین سال‌های ۱۳۷۲ تا ۱۳۸۰ توسّط مرکز چاپ و نشر دانشگاه پیام نور، نشر محسن و انتشارات سر الاسرار (ناشر هر جلد متفاوت) منتشر شده‌است.

## برای مطالعهٔ بیشتر
- رهنمای سعادت (ترجمهٔ مقدمهٔ تفسیر بیان‌السعاده با هفت سوره)، ترجمه و نگارش: سلطانحسین تابنده گنابادی، تهران: ۱۳۴۲
- قرآن مجید و سه داستان اسرارآمیز عرفانی، ترجمه و نگارش: سلطانحسین تابنده گنابادی، تهران: ۱۳۶۵
- سه گوهر تابناک از دریای پرفیض کلام الهی (ترجمه و شرح آیةالکرسی، آیات خواتیم سورهٔ بقره، آیه نور از تفسیر جلیل بیان‌السعاده)، ترجمه و نگارش: سلطانحسین تابنده گنابادی، انتشارات حقیقت، تهران: ۱۳۶۵
- تفسیر سوره حمد، سید روح‌الله خمینی